# ذو النون قمر الدين
ذو النون قمر الدين، المعروف أيضا بـ «أبي طلحة»، (1966/67 – 13 يناير 2017) كان قيادي بارز في جماعة مجاهدي كومبولان الماليزية، ثم أعلن ولائه للدولة الإسلامية وهاجر إلى سوريا، في مايو 2016 اعتبره نائب رئيس الوزراء الماليزي أحمد زاهد الحميدي «عدو الشعب رقم 1» بسبب مهاراته في صناعة العبوات الناسفة. قتل في غارة جوية على الرقة أثناء عملية الرقة 2017.

## سيرته الذاتية

### نشأته والتحاقه بالحرب في أفغانستان
ولد في سنة 1966 أو 1967 في فيرق، ودرس في المدرسة والتحق بالجامعة الإسلامية في كراتشي بباكستان، ذهب بعدها إلى أفغانستان للقتال ضد جمهورية أفغانستان الديمقراطية لمدة عامين، وشارك في معارك في ولاية  كنر، وولاية خوست ومعركة جلال آباد. بعد ذلك عاد إلى ماليزيا، حيث كان يعمل كفني.

### انضمامه لمجاهدي كومبولان الماليزية
التحق بجماعة مجاهدي كومبولان الماليزية، وأصبح رئيس لمجموعة سيلاغور، وشارك في محاولة اغتيال نيفاشيني راجيسواران في 25 مايو 1998، وفي اغتيال البرلماني جو فرنانديز. في 2001 اعتقلته الشرطة وحُكم عليه بالسجن لمدة عشر سنوات.

### الحرب في سوريا
بعد إطلاق سراحه، غادر ماليزيا في أبريل 2014 وسافر إلى سوريا للقتال هناك، في البداية انضم إلى أجناد الشام، ولكن سرعان ما تحول ولائه إلى تنظيم الدولة الإسلامية، وأصبح واحدا من القادة الماليزين في التنظيم، كذلك عمل على تجنيد أعضاء جدد من ماليزيا وشرق آسيا، وتدريب الجنود الصغار أو ما يُطلق عليهم «الأشبال».
ظهر في إصدار مرئي للتنظيم في مايو 2016، حيث قام في المقطع بحرق جواز سفره الماليزي للدلالة على التبرؤ من الجنسيات. وتوعد بالمعارك على أراضي إندونيسيا وماليزيا، وصفًا الرؤساء والملوك بـ «الطواغيت»؛ بعد انتشار المقطع أعلن نائب رئيس الوزراء الماليزي أحمد زاهد الحميدي خلال مؤتمر صحفي في مايو 2016 أن ذا النون أصبح «عدو الشعب رقم 1». واصل ذو النون القتال في سوريا حتى يناير 2017، حيث اتصلت عائلته به للمرة الأخيرة، ذكرت عائلته أن كان يقول لهم : «أن الوقت قد حان بالنسبة له أن يغادر الحياة». وبعدها بأسبوع واحد في 13 يناير 2017، قُتِلَ في غارة جوية على الرقة عن عمر يناهز 50 عامًا.